# Psammodrilidae
Psammodrilidae é uma família de Polychaeta pertencente à ordem Spionida.
Géneros:
- Psammodrilus Swedmark, 1952